# 971 a tudományban
A 971. év a tudományban és a technikában.

## Születések
- Kúsjár ibn Labbán csillagász, geográfus, matematikus (†1029)

## Halálozások
- Abú Dzsaafar al-Házin csillagász és matematatikus (* 900)